# Quesillo
Le quesillo (« petit fromage » en espagnol) fait référence à différents mets ou aliments d'Amérique latine.

## Bolivie
Le quesillo en Bolivie est un petit fromage frais. Il est habituellement fabriqué avec du lait cru auquel est ajouté de la pepsine et un coagulant. Il est ensuite salé à sec et moulé à la main. Sa consistance est friable.

## Colombie
Le quesillo en Colombie est un fromage crémeux emballé dans une feuille de plantain et fabriqué dans le département de Tolima. Il est fabriqué dans les régions laitières de Bogota ou Ubaté ou dans d'autres lieux de Cundinamarca et d'Antioquia. Il est commercialisé entre autres sous les marques Pasco et Colanta.

## République dominicaine
Le quesillo en République dominicaine est un dessert. La recette varie, mais ce dessert est basiquement un flan.

## Mexique
Le quesillo est au Mexique un fromage en ficelle et le queso Oaxaca est l'une de ses variétés.

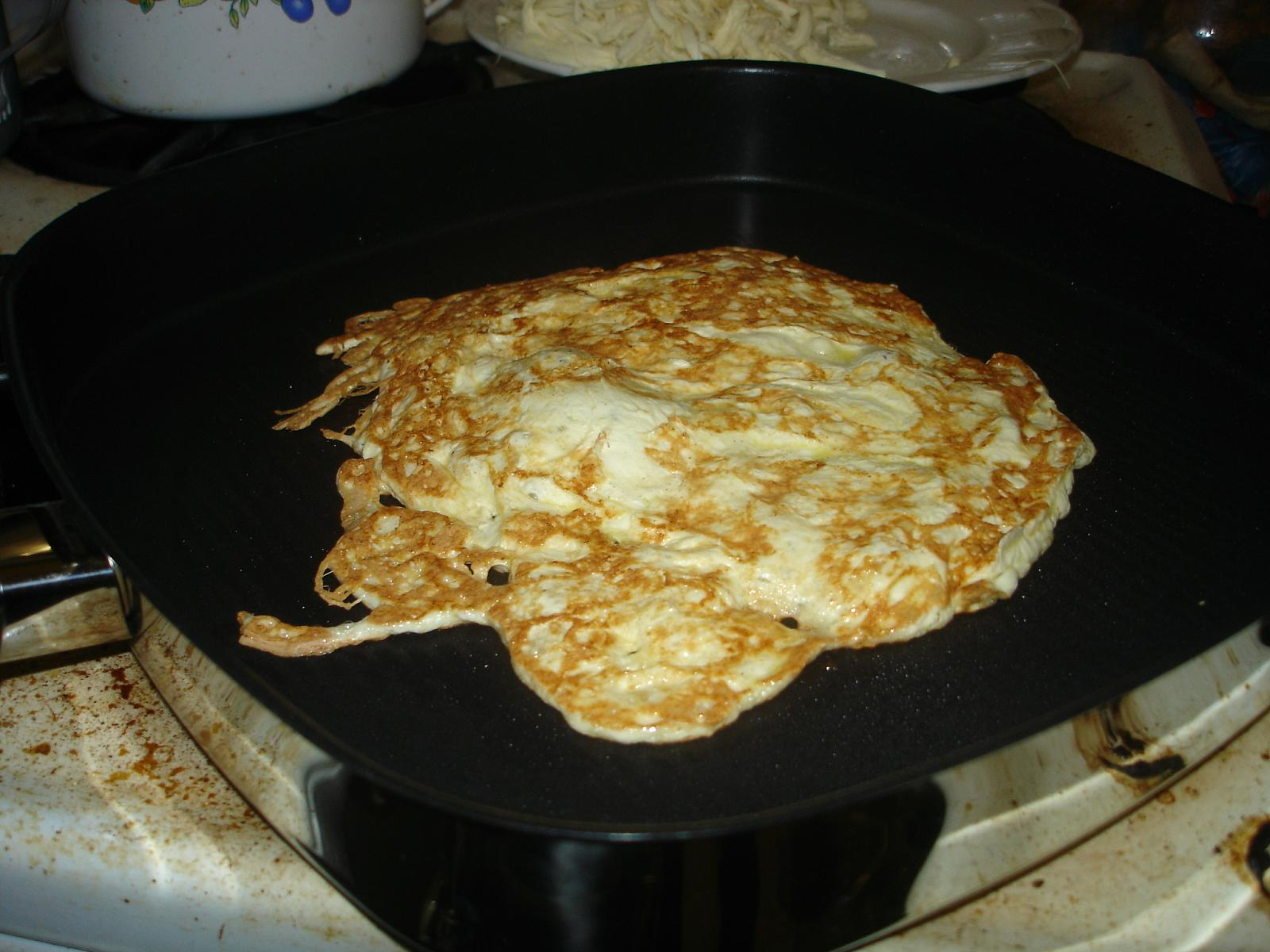
Fromage Oaxacan grillé.
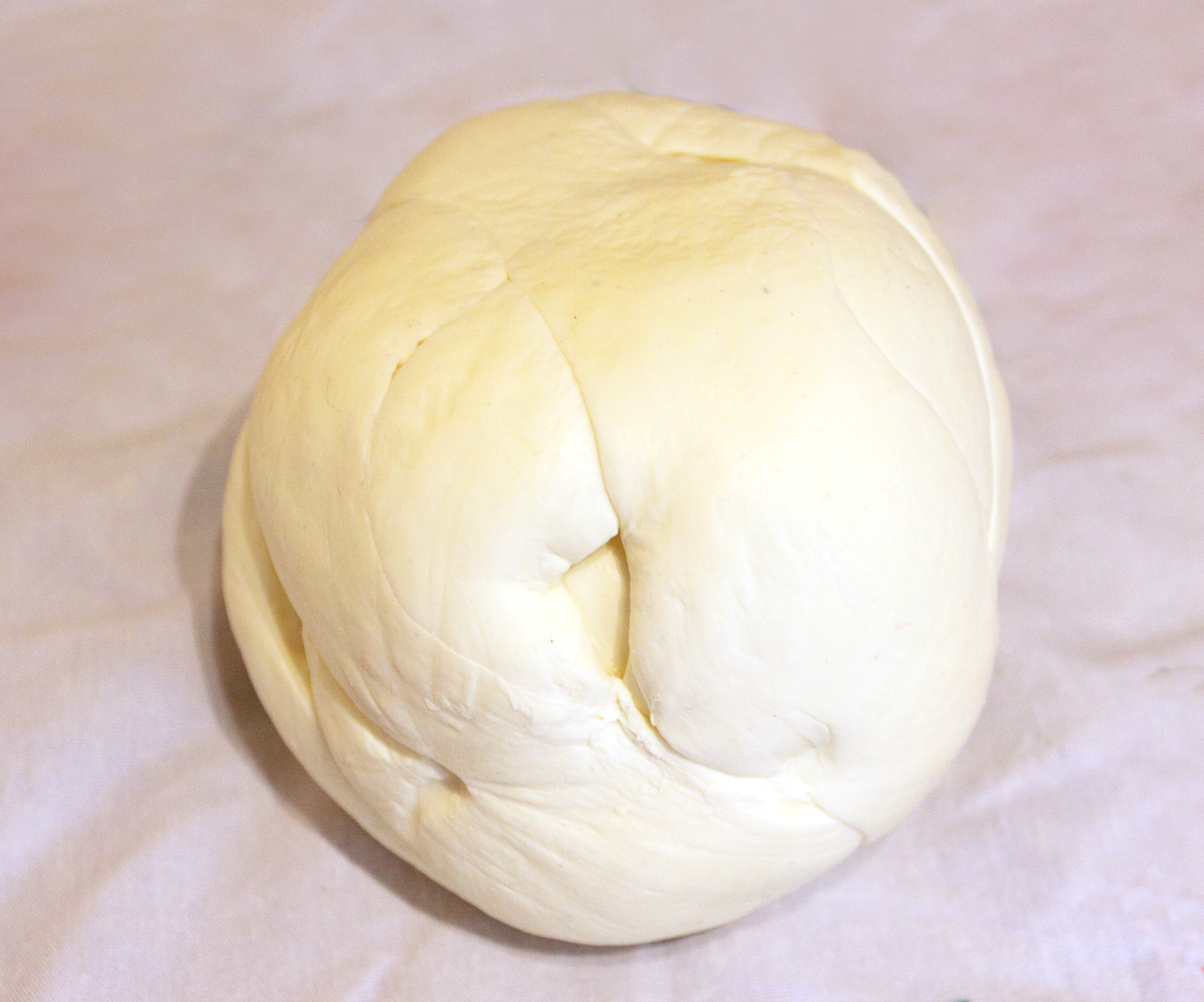
Boule de Queso oaxaca.
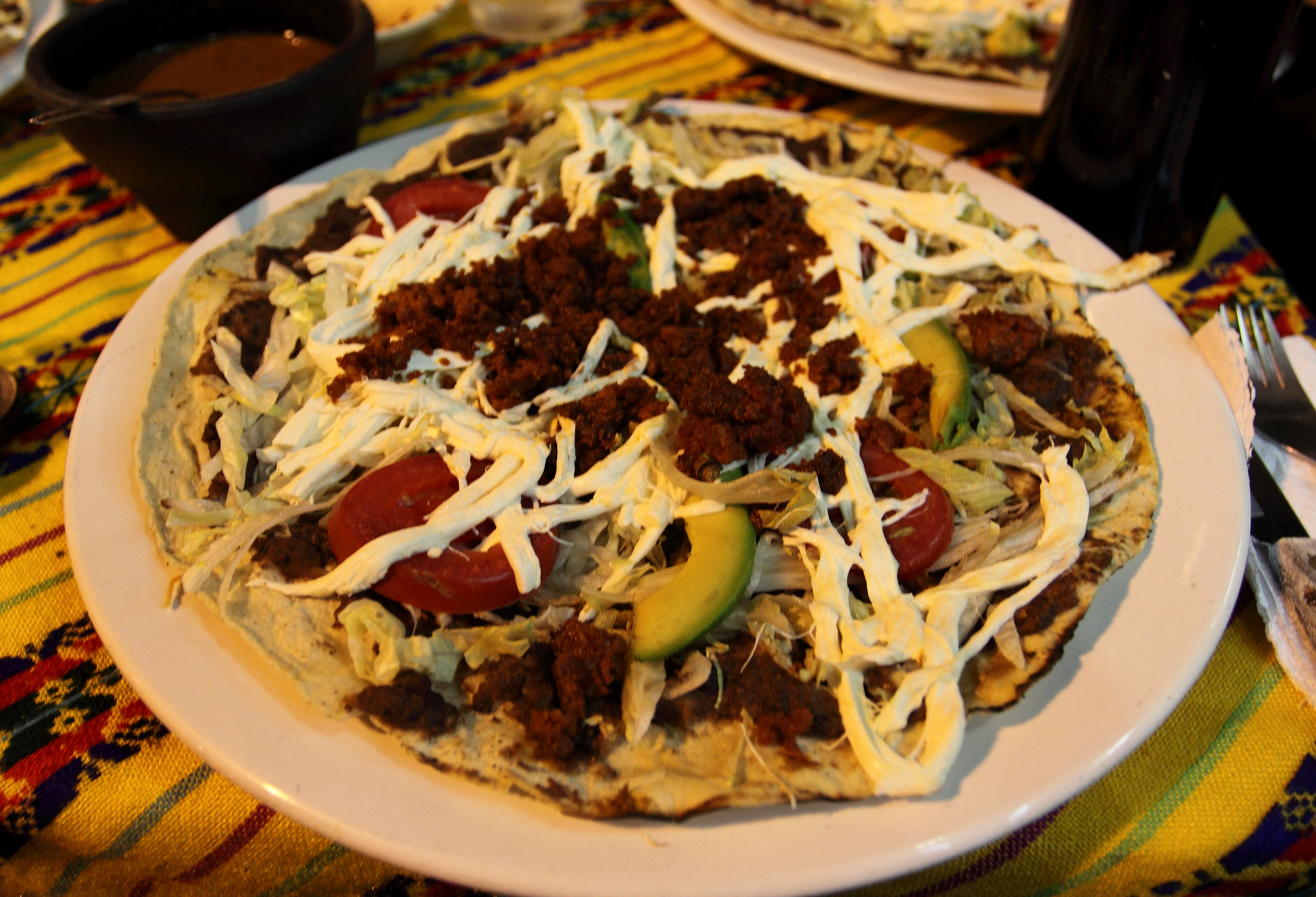
Tlayuda de quesillo et de chorizo (tlayuda con chorizo en Oaxaca).

## Nicaragua

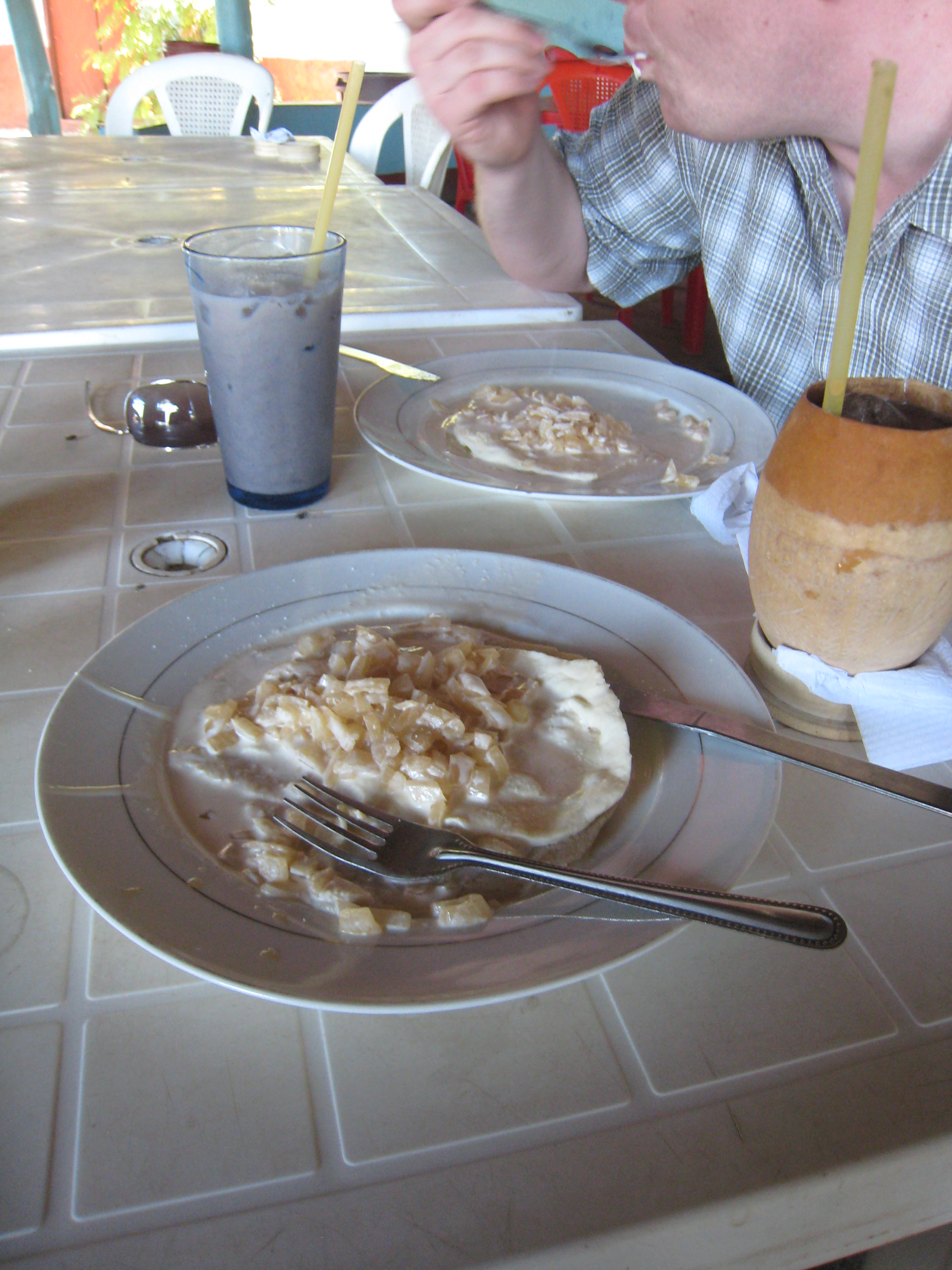
Quesillo du Nicaragua.

Le quesillo est au Nicaragua une épaisse tortilla de maïs enroulée autour d'un mélange de fromage mou, d'oignons marinés, de sauce aigre ou de fromage liquide, et de vinaigre. Comme leur contenu est susceptible de couler, les quesillos sont emballés dans du plastique.

## Venezuela
Le quesillo au Venezuela est un dessert fait d'œufs, de lait condensé et de caramel, dessert similaire à la crème caramel.